# Смирнова Лідія Миколаївна
Смирнова Лідія Миколаївна (31 січня (13 лютого) 1915 — 25 липня 2007, Москва) — радянська і російська актриса театру і кіно. Лауреат Сталінської премії ІІІ ступеня (1951). Народна артистка СРСР (1974).

## Біографія
Лідія Смирнова народилася 31 січня (13 лютого) 1913 року у Мензелінську, Татарстан. Дитинство провела в Сибіру, потім переїхала в Москву до тітки і вступила в хореографічне училище при Большому театрі. Потім вона стала студенткою Московського авіаційного інституту. Займалася спортом і навіть не думала про кар'єру кіноактриси.
У театральне училище Лідія Смирнова прийшла з другого курсу авіаційного інституту. Заяву подала одночасно до студії Є. Б. Вахтангова (нині Театральний інститут імені Бориса Щукіна), школу-студію Камерного театру Таїрова і у Всесоюзний державний інститут кінематографії, і скрізь була прийнята. Вона обрала училище при Камерному театрі, оскільки воно було найбільш близьким до дому. Коли Смирнова вчилася в школі Всеволода Таїрова, до них часто приходили з кіностудій запрошувати студентів на зйомки. Коли потрібна була блакитноока блондинка, говорили — у нас є Смирнова, але затверджували її рідко.
Одна з перших ролей в кіно Лідії Смирнової — роль Шурочки в ліричному музичному фільмі «Моя любов». До 1941 року почала складатися її кар'єра кіноактриси. Успіх, що прийшов до неї після фільму «Моя любов», окриляв. Проте з початком німецько-радянської війни пішли на фронт товариші по студії: режисери, оператори, художники, артисти. Чоловік Смирнової Сергій Добрушин був журналістом. Він, не чекаючи повістки, сам пішов на призовний пункт і за місяць загинув під Смоленськом. Другим чоловіком Лідії Смирнової був відомий радянський кінооператор Володимир Рапопорт.
Лідія Смирнова померла 25 липня 2007 року в Москві, похована на Введенському кладовищі.

## Фільмографія
1. 1934: «Настінька Устінова» — епізод
2. 1938: «Нова Москва» — дівчина
3. 1939: «Велике життя» — Женя Буслаєва
4. 1940: «Моя любов» — Шурочка
5. 1941: «Два друга» — Ліда, стажистка на метеостанції
6. 1941: «Випадок у вулкані» — Наташа, радистка
7. 1941: «Ми чекаємо вас з перемогою» — колгоспниця
8. 1942: «Хлопець з нашого міста» — Варя Луконіна-Бурміна, сестра Аркадія Бурміна, дружина Сергія Луконіна
9. 1943: «Вона захищає Батьківщину» — Фенька
10. 1943: «Зниклий безвісти» — радистка
11. 1944: «Морський батальйон» — Варя Маркіна
12. 1946: «Сини» — Ілга, дружина Яніса
13. 1946: «Велике життя. Частина 2» — Женя Буслаєва
14. 1947: «Новий дім» — Марія Степанівна Чередникова, голова колгоспу «Молода гвардія»
15. 1949: «У них є Батьківщина» — вихователька дитячого будинку Смайда
16. 1950: «Донецькі шахтарі» — Віра Миколаївна, дружина Трофименка
17. 1953: «Сріблястий пил» — Флоссі Бейт
18. 1954: «Про це не можна забувати» — Анна Дашенко
19. 1956: «Два життя» (телеваріант — «Сестри») — Настя Самокрутова
20. 1956: «Круті Горки» — Марія
21. 1957: «Телеграма» — Анастасія Семенівна Ніколаєва (Настя), дочка Катерини Петрівни
22. 1958: «Троє вийшли з лісу» — Юлія Титова
23. 1960: «Яша Топорков» — Тася
24. 1960: «Мічман Панін» — дружина боцмана Григор'єва
25. 1960: «Твої друзі» — Ірина
26. 1961: «Різнобарвні камінці» — Надія Борисівна
27. 1963: «Тиша» — Серафима Бикова
28. 1963: «Ім'ям революції» — Єлизавета Олексіївна
29. 1963: «Це сталося в міліції» — дружина професора Зубарєва
30. 1964: «Секретар обкому» — дружина Денисова Софія Павлівна
31. 1964: «Ласкаво просимо, або Стороннім вхід заборонено» — лікар
32. 1964: «Одруження Бальзамінова» — Килина Гаврилівна Красавіна, сваха
33. 1966: «Заблукалий» — Пелагея
34. 1966: «Дядечків сон» — Марія Олександрівна Москальова, перша дама міста Мордасова
35. 1968: «Сільський детектив» — продавчиня сільського магазину Євдокія
36. 1971: «Факір на годину» — Олімпіада Олександрівна
37. 1971: «Їхали в трамваї Ільф і Петров» — дресирувальниця і художній керівник цирку
38. 1972: «Останній форт» — Берта
39. 1973: "Життя на грішній землі — Настя
40. 1973: «Дача» — Петрова Аня
41. 1974: «Аніскін і Фантомас» — продавчиня сільського магазину Євдокія
42. 1977: «Повернення сина» — Євдокія
43. 1977: «Рудін» — Дар'я Михайлівна Ласунська
44. 1978: «І знову Аніскін» — Євдокія Миронівна Проніна, продавчиня сільського магазину
45. 1979: «Піна» — Раїса Дмитрівна Махоніна
46. 1981: «Карнавал» — голова комісії
47. 1982: «Передчуття любові» — Марія Георгіївна
48. 1982: «Подорож буде приємною» — Наталія Василівна
49. 1982: «Гарно жити не заборониш» — Людмила Сергіївна Ліхіна
50. 1983: «Спокій скасовується» — тітка Тетяна
51. 1987: «Вірую в любов» — Варвара Андріївна Луконіна, актриса театру
52. 1987: «Позика на шлюб» — Олена Михайлівна
53. 1990: «Шапка» — Наталія Книш, поетеса
54. 1995: «Дім» (т/с) — Пелагея Нілівна
55. 1995: «Притулок комедіантів» — Неллі Євгенівна
56. 1998: «Тоталітарний роман» — епізод
57. 2000: «Немає смерті для мене» — Тетяна Казарновська
58. 2001: «Спадкоємиця» — Іраїда Антонівна
59. 2005: «Спадкоємиці 2» — Іраїда Антонівна

## Почесні звання і премії
- Сталінська премія III ступеня (1951) — за роль Смайди в кінокартині «У них є Батьківщина» (1949)
- Заслужена артистка РРФСР (1955)
- Народна артистка РРФСР (1965) — за заслуги у сфері радянського кіномистецтва
- Народна артистка СРСР (1974)